# Fußball-Regional-Verband Südwest

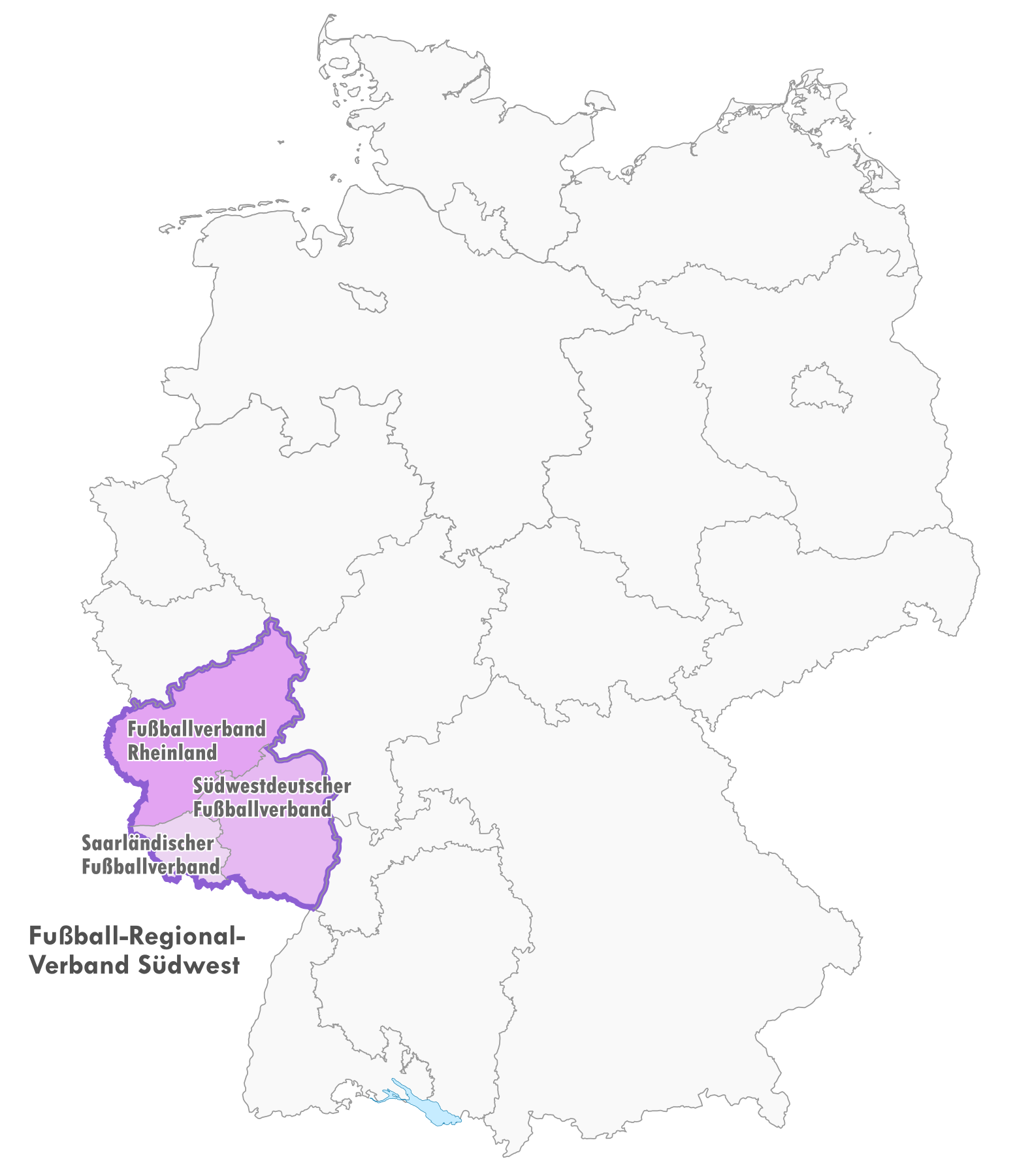
Karte des FRVS mit Landesverbänden

Der Fußball-Regional-Verband Südwest ist einer der fünf Regionalverbände des Deutschen Fußball-Bundes. Er wurde am 3. August 1950 als Fußball-Verband Rheinland-Pfalz gegründet, am 11. Juli 1956 in Fußball-Verband Rheinland-Pfalz-Saar und am 12. Juli 1958 in Fußball-Regional-Verband „Südwest“ umbenannt. Seinen Sitz hat der Verband in Edenkoben. Der Verband ist heute eine Vereinigung der Fußballverbände Rheinland, Saarland und Südwest. In ihm sind 2.414 Fußballvereine und  506.624 Mitglieder organisiert.

## Geschichte
Gegründet wurde er quasi als Abspaltung vom Süddeutschen Fußball-Verband (SFV), nachdem die eigentlich vorgesehene „Wiedervereinigung“ mit dem Süden auf dessen Verbandstag 1950 an der Frage des Ligasystems gescheitert war. Vor und bis 1933 hatten die Vereine aus der Pfalz und dem Saarland traditionell zum Süden, die aus dem mittelrheinischen Gebiet zwischen Koblenz und Trier hingegen zum Westen gehört. Entstanden war „der Südwesten“ als eigenständige Fußballregion in den Grenzen der damaligen Französischen Besatzungszone; er umfasste bis 1950 auch deren südlichen Teil. Die Vereine aus dem südlichen Baden und der Bodensee-Gegend schlossen sich auf dem Verbandstag jedoch dem SFV an, beteiligten sich also nicht an der Abspaltung. Eine Folge war, dass die Nordgruppe der bisher zweigleisigen Oberliga Südwest fortan als alleinige, eingleisige Oberliga des neuen Verbandes weiterspielte. Die bis 1950 erforderlichen Endspiele um die Zonenmeisterschaft entfielen.

## Ligen
Der Verband fungiert als Ausrichter der Oberliga Rheinland-Pfalz/Saar, der U19-, U17- und U15-Regionalliga sowie der B-Juniorinnen- und Frauen-Regionalliga Südwest.

## Vereine in höheren Ligen

### Herren Saison 2025/26
| Nationale Ligastufe | Bezeichnung          | Anzahl | Vereine                                                                |
| ------------------- | -------------------- | ------ | ---------------------------------------------------------------------- |
| 1.                  | 1. Bundesliga        | 1      | 1. FSV Mainz 05                                                        |
| 2.                  | 2. Bundesliga        | 2      | 1. FC Kaiserslautern, SV Elversberg                                    |
| 3.                  | 3. Liga              | 1      | 1. FC Saarbrücken                                                      |
| 4.                  | Regionalliga Südwest | 4      | 1. FSV Mainz 05 II, FC 08 Homburg, Eintracht Trier, FC Hertha Wiesbach |

### Frauen Saison 2025/26
| Nationale Ligastufe | Bezeichnung          | Anzahl | Vereine                          |
| ------------------- | -------------------- | ------ | -------------------------------- |
| 1.                  | Frauen-Bundesliga    | 0      | -                                |
| 2.                  | 2. Frauen-Bundesliga | 2      | SG 99 Andernach, 1. FSV Mainz 05 |